# Hypostomus watwata
Hypostomus watwata es una especie de peces de la familia Loricariidae en el orden de los Siluriformes.

## Morfología
Los machos pueden llegar alcanzar los 45 cm de longitud total.

## Distribución geográfica
Se encuentran en Sudamérica (Guayana: desde el río Oyapock hasta el río Demerara). Ha sido introducido en las Hawái.